# Grand Prix Szwajcarii 1937
Grand Prix Szwajcarii 1937 (oryg. IV Großer Preis der Schweiz) – jeden z wyścigów Grand Prix rozegranych w 1937 roku oraz czwarta eliminacja Mistrzostw Europy AIACR.

## Lista startowa
Na niebieskim tle kierowcy, którzy nie wzięli udziału w kwalifikacjach, lecz współdzielili samochód w czasie wyścigu
| Nr | Kierowca                | Zespół           | Samochód             | Silnik                |   |
| -- | ----------------------- | ---------------- | -------------------- | --------------------- | - |
| 2  | Paul Pietsch            | prywatny         | Maserati 6C-34       | Maserati 3.7 S-6      | ? |
| 4  | Luigi Fagioli           | Auto Union AG    | Auto Union C         | Auto Union 6.0 V-16   | ? |
| 4  | Tazio Nuvolari          | Auto Union AG    | Auto Union C         | Auto Union 6.0 V-16   | ? |
| 6  | Tazio Nuvolari          | Auto Union AG    | Auto Union C         | Auto Union 6.0 V-16   | ? |
| 6  | Bernd Rosemeyer         | Auto Union AG    | Auto Union C         | Auto Union 6.0 V-16   | ? |
| 8  | Bernd Rosemeyer         | Auto Union AG    | Auto Union C         | Auto Union 6.0 V-16   | ? |
| 10 | Hans Stuck              | Auto Union AG    | Auto Union C         | Auto Union 6.0 V-16   | ? |
| 12 | Manfred von Brauchitsch | Daimler-Benz AG  | Mercedes-Benz W125   | Mercedes-Benz 5.7 S-8 | ? |
| 14 | Rudolf Caracciola       | Daimler-Benz AG  | Mercedes-Benz W125   | Mercedes-Benz 5.7 S-8 | ? |
| 16 | Christian Kautz         | Daimler-Benz AG  | Mercedes-Benz W125   | Mercedes-Benz 5.7 S-8 | ? |
| 18 | Hermann Lang            | Daimler-Benz AG  | Mercedes-Benz W125   | Mercedes-Benz 5.7 S-8 | ? |
| 20 | Giovanni Minozzi        | prywatny         | Alfa Romeo Monza     | Alfa Romeo 2.3 S-8    | ? |
| 22 | Raymond Sommer          | Scuderia Ferrari | Alfa Romeo 12C-36    | Alfa Romeo 4.1 V-12   | ? |
| 24 | Giuseppe Farina         | Scuderia Ferrari | Alfa Romeo 12C-36    | Alfa Romeo 4.1 V-12   | ? |
| 26 | Luigi Soffietti         | Scuderia Subauda | Maserati 8CM         | Maserati 3.0 S-8      | ? |
| 28 | Edoardo Teagno          | Scuderia Subauda | Maserati 8CM         | Maserati 3.0 S-8      | ? |
| 30 | Max Christen            | prywatny         | Maserati Tipo 26     | Maserati 2.0 S-8      | ? |
| 32 | Henri Simonet           | prywatny         | Alfa Romeo Tipo B/P3 | Alfa Romeo 2.9 S-8    | ? |
| 34 | Martin Walther          | prywatny         | Bugatti T35B         | Bugatti 2.3 S-8       | ? |
| 36 | Adolfo Mandirola        | Ecurie Genevoise | Maserati 8CM         | Maserati 3.0 S-8      | ? |
| 38 | László Hartmann         | prywatny         | Maserati 6CM/4CM     | Maserati 2.5 S-8      | ? |
| 40 | Hans Rüesch             | prywatny         | Alfa Romeo 8C-35     | Alfa Romeo 3.8 S-8    | ? |
| Nr | Kierowca                | Zespół           | Samochód             | Silnik                |   |

## Wyniki

### Kwalifikacje
Źródło: teamdan.com
| Poz. | Nr | Kierowca                | Konstruktor   | Czas   | Poz. s. |
| ---- | -- | ----------------------- | ------------- | ------ | ------- |
| 1    | 14 | Rudolf Caracciola       | Mercedes-Benz | 2:32,0 | 1       |
| 2    | 8  | Bernd Rosemeyer         | Auto Union    | 2:32,5 | 2       |
| 3    | 10 | Hans Stuck              | Auto Union    | 2:34,3 | 3       |
| 4    | 12 | Manfred von Brauchitsch | Mercedes-Benz | 2:36,3 | 4       |
| 5    | 18 | Hermann Lang            | Mercedes-Benz | 2:37,3 | 5       |
| 6    | 24 | Giuseppe Farina         | Alfa Romeo    | 2:42,8 | 6       |
| 7    | 6  | Tazio Nuvolari          | Auto Union    | 2:43,2 | 7       |
| 8    | 4  | Luigi Fagioli           | Auto Union    | ?      | 8       |
| 9    | 16 | Christian Kautz         | Mercedes-Benz | 2:44,3 | 9       |
| 10   | 22 | Raymond Sommer          | Alfa Romeo    | 2:44,4 | 10      |
| 11   | 40 | Hans Rüesch             | Alfa Romeo    | 2:53,0 | 11      |
| 12   | 2  | Paul Pietsch            | Maserati      | ?      | 12      |
| 13   | 38 | László Hartmann         | Maserati      | 3:08,4 | 13      |
| 14   | 20 | Giovanni Minozzi        | Alfa Romeo    | 3:37,1 | 14      |
| 15   | 30 | Max Christen            | Maserati      | ?      | 15      |
| 16   | 32 | Henri Simonet           | Alfa Romeo    | ?      | 16      |
| 17   | 36 | Adolfo Mandirola        | Maserati      | 4:05,6 | 17      |
| Poz. | Nr | Kierowca                | Konstruktor   | Czas   | Poz. s. |

### Wyścig
Źródło: kolumbus.fi
| P                                                     | + / –     | Nr | Kierowca                       | Konstruktor   | Okr. | Czas / Strata         | Komentarz              |
| ----------------------------------------------------- | --------- | -- | ------------------------------ | ------------- | ---- | --------------------- | ---------------------- |
| 1                                                     | Bez zmian | 14 | Rudolf Caracciola              | Mercedes-Benz | 50   | 2h17:39,3             |                        |
| 2                                                     | 3         | 18 | Hermann Lang                   | Mercedes-Benz | 50   | +0:49,4               |                        |
| 3                                                     | 1         | 12 | Manfred von Brauchitsch        | Mercedes-Benz | 50   | +0:1h06,4             |                        |
| 4                                                     | 1         | 10 | Hans Stuck                     | Auto Union    | 50   | +1:11,5               |                        |
| 5                                                     | 2         | 6  | Tazio Nuvolari Bernd Rosemeyer | Auto Union    | 50   | +1:21,2               | Samochód współdzielony |
| 6                                                     | 3         | 16 | Christian Kautz                | Mercedes-Benz | 49   | +1 okr                |                        |
| 7                                                     | 1         | 4  | Luigi Fagioli Tazio Nuvolari   | Auto Union    | 49   | +1 okr                | Samochód współdzielony |
| 8                                                     | 2         | 22 | Raymond Sommer                 | Alfa Romeo    | 47   | +3 okr                |                        |
| 9                                                     | 4         | 38 | László Hartmann                | Maserati      | 42   | +8 okr                |                        |
| 10                                                    | 2         | 2  | Paul Pietsch                   | Maserati      | 41   | +9 okr                |                        |
| Niesklasyfikowani                                     |           |    |                                |               |      |                       |                        |
|                                                       |           | 32 | Henri Simonet                  | Alfa Romeo    | 35   |                       |                        |
|                                                       |           | 36 | Adolfo Mandirola               | Maserati      | 28   | Awaria techniczna     |                        |
|                                                       |           | 20 | Giovanni Minozzi               | Alfa Romeo    | 26   | Awaria techniczna     |                        |
|                                                       |           | 24 | Giuseppe Farina                | Alfa Romeo    | 22   | Tylna oś              |                        |
|                                                       |           | 40 | Hans Rüesch                    | Alfa Romeo    | 8    | Pęknięty blok silnika |                        |
|                                                       |           | 30 | Max Christen                   | Maserati      | 4    | Awaria techniczna     |                        |
|                                                       |           | 8  | Bernd Rosemeyer                | Auto Union    | 1    | Pomoc zewnętrzna      |                        |
| Nie wystartowali / niedopuszczeni do ponownego startu |           |    |                                |               |      |                       |                        |
|                                                       |           | 26 | Luigi Soffietti                | Maserati      |      |                       |                        |
|                                                       |           | 28 | Edoardo Teagno                 | Maserati      |      |                       |                        |
|                                                       |           | 34 | Martin Walther                 | Bugatti       |      |                       |                        |
| P                                                     | + / –     | Nr | Kierowca                       | Konstruktor   | Okr. | Czas / Strata         | Komentarz              |

### Najszybsze okrążenie
Źródło: teamdan.com
| Nr | Kierowca        | Konstruktor   | Czas   | Okr. |
| -- | --------------- | ------------- | ------ | ---- |
| 8  | Bernd Rosemeyer | Mercedes-Benz | 2:36,1 |      |